# Yellow and Green
Yellow and Green è il terzo album della band statunitense Baroness. È stato pubblicato il 17 luglio 2012, con l'etichetta discografica Relapse Records. I primi due singoli estratti sono Take My Bones Away e March to the Sea.

## Tracce
Disco 1 (Yellow)
1. Yellow Theme
2. Take My Bones Away
3. March to the Sea
4. Little Things
5. Twinkler
6. Cocainium
7. Back Where I Belong
8. Sea Lungs
9. Eula

Disco 2 (Green)
1. Green Theme
2. Board Up the House
3. Mtns. (The Crown & Anchor)
4. Foolsong
5. Collapse
6. Psalms Alive
7. Stretchmarker
8. The Line Between
9. If I Forget Thee, Lowcountry

## Formazione
- John Baizley - voce, chitarra, basso
- Peter Adams - chitarra, cori
- Allen Blickle - batteria